# 五十嵐洋
五十嵐 洋（いがらし ひろし、1953年12月26日 - ）は、日本の音楽プロデューサー、ギタリスト、ソングライター・編曲家。
石川県金沢市出身。金沢美術工芸大学商業デザイン科中退。愛称は、イガちゃん。実弟は、音楽評論家の五十嵐正。

## 略歴

### 学生時代〜20代
中学時代、アメリカのロックやフォークのカウンター・カルチャーにショックを受け、ギターを持って歌い始める。石川県立金沢二水高等学校時代に、PPMスタイルのバンド活動を開始。ジョン・レノンを真似て美大へ進学するが中退。ジェームス・テイラー、キャロル・キング、クロスビー、スティルス、ナッシュ&ヤングらに憧れてアマチュアバンド活動を続けながら、地元金沢で作編曲やラジオ番組制作に携わる。ヴァン・ダイク・パークスの影響からマイティ・スパロウを意識したカリプソ（ソカ）のスタイルでオリジナルを作るようになり、1979年、 自身のバンド「カリビアン・レヴュー」でポプコン本選会優秀曲賞受賞、第10回世界歌謡祭出場。1980年、上京。財団ヤマハ東京支部のポプコンセンターに、ディレクター・編曲家として約7年半在籍。同時期に同所で松井五郎、栗原正己、米光亮が同じ制作スタッフとして在籍していた。1988年から、CM作曲・編曲や音楽教材等、録音制作の仕事を始める。

### 1990年代〜
1990年 -
さねよしいさ子（フォーライフ）、国本武春（ビクター）のデビューでプロデュースを担当。以降さねよし4枚（フォーライフ）、国本4枚（ビクター・フォーライフ）のオリジナル・アルバムを制作。
さねよしアルバムは栗原正己との共同プロデュース
さねよしバンドにも、ギター・コーラス・スティールドラム・パーカッションなどで参加し、多くのステージに立つ。
国本アルバム3枚目はパリで録音、レイ・レマやラミン・コンテが参加。
4枚目は、ニューヨークでTD、アーティ・スカイがMIXを担当した。
1993年
井上陽水『UNDER THE SUN』のレコーディングに参加。
1995年
CX系アニメ「クマのプー太郎／国本武春」エンディング曲「元気を出して節」を、 国本武春・いとうせいこう・五十嵐の3人で書き下ろす。クマのプー太郎は中川いさみの人気四コマ漫画。
竹中三佳との二人組ユニット「mikaiga」で活動。ライブ活動も積極的に行うが、翌年活動を休止。
1997年
西村知美主演の手話ミュージカル『オズの魔法使い』の音楽をプロデュース。岡崎律子と共に挿入歌を書き下ろす。
1999年
学研VTRシリーズ「はなまるきっず」で音楽をトータル・プロデュース。

### 2000年以降
2000年 -
文部科学省の衛星放送「子ども放送局」の音楽番組である『ジュニアミュージック・ステージ』の企画＆音楽制作を担当。番組にもレギュラー出演。
2002年
OVA「顔のない月」テーマ曲「Cruel Moon」作編曲、シリーズの劇伴も作編曲。同イメージアルバム『顔のない月 音楽集 〜月下楽人〜』を、ケルティック・ウーマンのフィドル奏者：マレード・ネスビットやアイルランドの歌姫：イーマらの参加を得てアイルランドで録音する。
2003年
NHK教育『NHKみんなの手話』コーナー曲「サンバde指文字」を作編曲、歌はEPO。
2004年
TBS系アニメ「じゃがいぬくん」の音楽を担当。
2005年
NHK教育アニメ「おでんくん」の音楽を担当。
わたなべゆういちの人気絵本『ねこざかな』シリーズのDVD化で音楽を担当。
ビクター・レコードの定番CD「発表会・運動会」シリーズの録音制作を担当。
2006年
新しいニューエイジ音楽：「ヒーリングKOTOシリーズ 」を企画制作。アルバム21枚をリリース。
2008年 -
「mikaiga」活動再開。人気演劇集団「キャラメルボックス」の冬公演『君の心臓の鼓動が聞こえる場所』サントラに、mikaigaでの書き下ろし作品を何曲も提供。
2010年
千葉県民参加オリジナル・ミュージカル「ウミホタルの魔法」公演（南総文化ホール）で音楽を担当。全ての挿入歌を作編曲
2011年
武蔵村山市民会館主催で、「さくらホール ポップ コミュニティ合唱団」が発足。世代間交流と街おこしをテーマに、子どもから老人迄が一緒にポップスを歌う新しいコミュニティ合唱を提案。その指導を担当。
2012年
NHK Eテレ　アニメ「ズモモとヌペペ」の音楽を担当

## 主なCM音楽作編曲
- オーマイパスタ「ギフトセット」
- シャープ「液晶ビデオカメラ」
- ハイセンス絵本
- 学研「おためしパック」
- ヤマハ・システム・キッチン
- CSK
- コージー本舗
- 中部銀行

## 著書
- 7日間でマスターするフォーク・ギター（ナツメ社）
- CDで学ぶボイストレーニング（ナツメ社）
- みんながつまずくギター弾き語りの難関をクリアする本（リットーミュージック）
- ポップスのピアノ伴奏ができるようになる本（リットーミュージック）
- パッチワーク式ソングライティング入門（リットーミュージック）